# Fristads församling
Fristads församling är en församling i Redvägs och Ås kontrakt i Skara stift. Församlingen ligger i Borås kommun i Västra Götalands län och utgör ett eget pastorat.

## Administrativ historik
Församlingen återbildades 2010 genom sammanslagning av församlingarna Borgstena, Fristad-Gingri, Tämta, Tärby och Vänga församlingar och utgör sedan dess ett eget pastorat.

## Kyrkor
- Fristads kyrka
- Borgstena kyrka
- Tämta kyrka
- Tärby kyrka
- Vänga kyrka